# موريس لويد
موريس لويد (بالإنجليزية: Maurice Lloyd)‏ (و. 1983  م) هو لاعب كرة القدم الكندية، من الولايات المتحدة، ولد في دايتونا بيتش، يلعب كظهير ‏.